# Juan de Dukla
Juan de Dukla (también llamado "Jan de Dukla") es un santo de la Iglesia católica. Es uno de los santos patronos de Polonia y Lituania.

## Biografía
Juan nació en Dukla, Polonia, en 1414. Murió en 1484 en Lwów, Polonia. Se había unido a los Frailes Menores Conventuales, una orden religiosa cuyos miembros hacen estrictos votos de pobreza y obediencia. A pesar de ser ciego desde corta edad, podía preparar sermones con un ayudante. Se decía que su predicación había conseguido aumentar la cantidad de fieles en su provincia. Poco después de su muerte, se dieron muestras de veneración en su tumba y le fueron atribuidos varios milagros.
El 10 de junio de 1997, fue canonizado por el papa Juan Pablo II, en masa, en Krosno, Polonia, ante aproximadamente un millón de personas.